# Гимсон, Эрнест
Эрнест Уильям Гимсон (англ. Ernest William Gimson, 21 декабря 1864, Лестер, Восточная Англия — 12 августа 1919) — английский архитектор и проектировщик мебели. Родился в семье инженера-строителя железных дорог, основателя компании (Gimson and Company), владельца завода Vulcan. В 1881—1885 годах Гимсон Младший работал в различных проектных бюро, пока в 1883 году не побывал на лекции «Искусство и социализм», прочитанной Уильямом Моррисом в Лестерском светском обществе (Leicester Secular Society). По рекомендации Морриса Гимсон переехал в Лондон и поступил на работу в архитектурное бюро Джона Седдинга.
В 1884 году под влиянием идей Уильяма Морриса примкнул к движению «Искусства и ремёсла». Историк архитектуры Николаус Певзнер считал Гимсона самым выдающимся архитектором-проектировщиком движения «Искусства и ремёсла». В 1889 году Гимсон вступил в «Общество по защите древних зданий» (Society for the Protection of Ancient Buildings; SPAB). В это же время Эрнест Гимсон под влиянием Филипа Уэбба и «Гильдии работников искусств» (Art Workers Guild) увлёкся проектированием сельских домов в «староанглийском стиле» и мебели. Он разрабатывал рисунки мебели простых и ясных очертаний, в том числе кабинеты из чёрного дерева со скромной инкрустацией перламутром.
Уильям Летаби назвал Гимсона идеалистическим индивидуалистом: «Работа, а не слова, не замыслы и не награды, а вещи и сама жизнь были его целями». Образцы мебели и архитектурные проекты Гимсона считаются одними из лучших для своего времени и широко представлены в основных коллекциях прикладного искусства музеев Великобритании и Соединенных Штатов Америки.